# United-Air-Lines-Flug 823
Auf dem United-Air-Lines-Flug 823 (Flugnummer: UA823) verunglückte am 9. Juli 1964 eine Vickers Viscount 745D bei Parrotsville im Cocke County im Bundesstaat Tennessee, USA. Zuvor war ein Brand an Bord der Maschine ausgebrochen. Bei dem Unfall kamen alle 39 Menschen an Bord ums Leben.

## Flugzeug
Die verunfallte Vickers Viscount 745D mit der Werknummer 103, die ihren Erstflug am 3. November 1955 absolviert hatte, war ursprünglich an Capital Airlines ausgeliefert worden, wo sie mit dem Luftfahrzeugkennzeichen N7405 zugelassen wurde und die Flottennummer 324 erhielt. Im Juni 1961 wurde Capital Airlines von United Air Lines übernommen, woraufhin die Maschine in deren Flotte überging. Das Flugzeug war mit vier Turboproptriebwerken des Typs Rolls-Royce Dart 510 ausgestattet und hatte bis zum Zeitpunkt des Unfalls 23.804 Betriebsstunden absolviert.

## Unfallhergang
Der United-Air-Lines-Flug 823 war ein Linienflug vom Philadelphia International Airport in Pennsylvania zum Huntsville International Airport in Alabama. Zwischenstopps waren bei Washington, D.C. und in Knoxville, Tennessee vorgesehen.
Der erste Flugabschnitt nach Washington D.C. wurde ohne besondere Vorkommnisse geflogen. Nach dem Zwischenstopp hob die Maschine um 16:36 Uhr für den Weiterflug nach Knoxville ab, die vorgesehene Ankunftszeit war 18:13 Uhr. Auch hier wurden zunächst keine Schwierigkeiten durch die Besatzung gemeldet. Die Piloten meldeten sich um 17:58 Uhr beim Air Route Traffic Control Center in Atlanta, erklärten, dass sie gerade das Holston-Mountain-Drehfunkfeuer in Tennessee passiert hätten, und gaben als ihre geschätzte Ankunftszeit in Knoxville 18:21 Uhr an.
Etwa eine Minute nach dem letzten Funkspruch meldete sich der Copilot der Viscount und bat um eine Freigabe für einen Sinkflug auf die niedrigstmögliche verfügbare Flughöhe. Die Flugsicherung erteilte die Freigabe zu einem Sinkflug auf 8000 Fuß (ca. 2440 Meter), die Besatzung wurde angewiesen, diese Flughöhe danach beizubehalten. Drei Minuten später widerrief die Besatzung ihre Instrumentenflugfreigabe.
Der Fluglotse in Atlanta bot der Besatzung an, die Überwachung des Fluges an die Flugverkehrskontrolle in Knoxville zu übergeben, sobald die Maschine sich dem Flughafen weiter genähert habe. Um 18:02 Uhr antwortete die Besatzung der Viscount mit „OK“. Dies war der letzte Funkspruch der Besatzung. Das Radarecho des Flugzeugs verschwand um 18:13:30 Uhr vom Radarsichtgerät des Fluglotsen. Nach vier Antennenumläufen des Radargeräts rief der Fluglotse das Flugzeug um 18:14 Uhr erneut an und wies darauf hin, dass der Radarkontakt abgebrochen war. Auf diesen Funkspruch erhielt er keine Antwort.
Später wurde gemutmaßt, dass die Besatzung kurz nach ihrem letzten Funkspruch einen Brand an Bord ihrer Maschine festgestellt hatte. Die Viscount wurde später in einer Flughöhe von 4000 Fuß (ca. 1220 Meter) gesichtet. Sie wich von ihrer Anflugroute südwärts ab, flog jedoch im Sinkflug parallel zum vorgesehenen Kurs weiter. Gegen 18:10 Uhr wurde sie in einer Höhe von etwa 800 Fuß (ca. 250 Meter) gesichtet. Die Maschine zog zu diesem Zeitpunkt Rauchschwaden hinter sich her. Sie bewegte sich in einer sehr geringen Flughöhe fort und wich nun immer stärker nach links von ihrer Flugroute ab.
Ein Passagier sprang im Flug, rund 3 Kilometer vor dem Aufschlag, durch das Notausstiegsfenster Nr. 4 aus der Maschine ab. Er fiel gerade zu Boden, überlebte jedoch den Aufprall nach dem freien Fall nicht.
Kurz darauf wurde beobachtet, wie sich der Anstellwinkel der Maschine deutlich erhöhte. Kurz darauf senkte sich die Flugzeugnase, die Maschine rollte nach links und stürzte zu Boden. Gegen 18:15 Uhr Ortszeit schlug die Viscount 2,25 nautische Meilen (ca. 4,2 km) nordöstlich des Ortes Parrottsville in Tennessee auf dem Boden auf, explodierte und brannte aus.

## Ursache
Die Ermittlungen zur Absturzursache wurden durch das Civil Aeronautics Board (CAB) geführt. Es kam zu dem Schluss, dass die wahrscheinliche Ursache für diesen Unfall ein nicht beherrschbares Feuer unbestimmten Ursprungs während des Fluges im Rumpf war, das zu einem Verlust der Steuerbarkeit des Flugzeugs führte. Die Brandquelle konnte nicht identifiziert werden. Unter anderem durch die Untersuchung der Kleidung des abgesprungenen Passagiers kamen die Ermittler jedoch zu dem Schluss, dass der Brand seinen Ursprung im Passagierabteil genommen haben muss.

## Reaktionen
United Air Lines wollte zunächst nicht glauben, dass ein Passagier im Flug abgesprungen sein könnte, zumal die Kabinen von Flugzeugen während eines Fluges in der Regel unter Druck stehen, wodurch sich Türen und Luken nicht öffnen lassen. Im Laufe der Ermittlungen konnte schließlich festgestellt werden, dass aufgrund des Brandnotfalls an Bord das Druckventil geöffnet worden war.

## Folgen
Durch die komplizierten Unfalluntersuchungen wurde eine Weiterentwicklung des in der Maschine verbauten Flugdatenschreibers vom Typ Lockheed L-109C angestoßen. In der Folge kam es zu einer Modifikation dieser Geräte und der Einführung von neuen Standards für Flugdatenschreiber allgemein.
Eine weitere Fehlerquelle der nachgegangen wurde, war die im Frachtabteil installierte CO2-Feuerlöschanlage vom Typ Pyrene Duo Head DCD-10. Eine entsprechende Lufttüchtigkeitsanweisung wurde durch die Federal Aviation Administration veröffentlicht. Die Bedienungsanleitung für Piloten von Maschinen des Typs Vickers Viscount wurde ebenso überarbeitet wie die entsprechenden Wartungsanleitungen.